# Impact Wrestling Homecoming
Homecoming – cykl gal amerykańskiej federacji wrestlingu Impact Wrestling. Pierwsze wydarzenie odbyło się w systemie pay-per-view w styczniu 2019, natomiast drugie, mające miejsce w lipcu 2021, było jedną z gal Impact Plus Monthly Specials.
| Gala              | Data            | Miasto    | Arena                                   | Walka wieczoru                                                            | Źródło |
| ----------------- | --------------- | --------- | --------------------------------------- | ------------------------------------------------------------------------- | ------ |
| Homecoming (2019) | 6 stycznia 2019 | Nashville | Tennessee State Fairground Sports Arena | Johnny Impact vs. Brian Cage w Singles matchu o Impact World Championship | [ 1 ]  |
| Homecoming (2021) | 31 lipca 2021   | Nashville | Skyway Studios                          | Eddie Edwards vs. W. Morrisseya w Hardcore matchu                         | [ 2 ]  |